# Sankarnagar
Sankarnagar è una suddivisione dell'India, classificata come town panchayat, di 5.067 abitanti, situata nel distretto di Tirunelveli, nello stato federato del Tamil Nadu. In base al numero di abitanti la città rientra nella classe V (da 5.000 a 9.999 persone).

## Geografia fisica
La città è situata a 08° 48' 34 N e 77° 43' 17 E.

## Società

### Evoluzione demografica
Al censimento del 2001 la popolazione di Sankarnagar assommava a 5.067 persone, delle quali 2.562 maschi e 2.505 femmine. I bambini di età inferiore o uguale ai sei anni assommavano a 443, dei quali 225 maschi e 218 femmine. Infine, coloro che erano in grado di saper almeno leggere e scrivere erano 4.175, dei quali 2.185 maschi e 1.990 femmine.